# Jordan & Baker
Jordan & Baker is een house act uit de Verenigde Staten.

## Carrière
In 2002 vormden Bonito Julio, Claudio Macalvo, Shaun Baker en Dee Jay Jordan de groep Jordan & Baker. Hun eerste single was Explode uit 2002. Het nummer werd populair in de Dance Charts. In de Ultratop Dance behaalde het nummer een 5de plaats. De opvolger van de eerste single was Millions uit 2003.

## Trivia
- Explode wordt net voor en net na elke wedstrijd van KRC Genk in de Cristal Arena gespeeld.
- Het nummer werd ook gedraaid na een doelpunt van PSV in Eindhoven.
- Professioneel darter Jan Dekker gebruikt(e) Explode als opkomstnummer.